# Монтор
Монто́р (фр. Montord) — коммуна во Франции, находится в регионе Овернь. Департамент коммуны — Алье. Входит в состав кантона Сен-Пурсен-сюр-Сиуль. Округ коммуны — Мулен.
Код INSEE коммуны — 03188.

## Население
Население коммуны на 2008 год составляло 250 человек.
| 1962 | 1968 | 1975 | 1982 | 1990 | 1999 | 2008 |
| ---- | ---- | ---- | ---- | ---- | ---- | ---- |
| 199  | 229  | 286  | 194  | 208  | 236  | 250  |

## Экономика
Основу экономики составляет виноделие. С 1992 года проходит ежегодный фестиваль вина, во время которого проводится парад.
В 2007 году среди 135 человек в трудоспособном возрасте (15—64 лет) 100 были экономически активными, 35 — неактивными (показатель активности — 74,1 %, в 1999 году было 70,5 %). Из 100 активных работали 92 человека (47 мужчин и 45 женщин), безработных было 8 (5 мужчин и 3 женщины). Среди 35 неактивных 14 человек были учениками или студентами, 13 — пенсионерами, 8 были неактивными по другим причинам.